# فردی انگولک شد
فردی انگولک شد (به انگلیسی: Freddy Got Fingered) فیلمی در ژانر سوررئال کمدی سیاه محصول سال ۲۰۰۱ و به کارگردانی توماس گرین است. در این فیلم بازیگرانی همچون توماس گرین، ریپ تورن، ماریسا کافلان، ادی کی توماس، جولی هاگرتی، هارلند ویلیامز، آنتونی مایکل هال، درو بریمور، شکیل اونیل، لورنا گیل، نوئل فیشر و استیون توبولوسکی ایفای نقش کرده‌اند.
فردی انگولک شد توسط فاکس قرن بیستم و در تاریخ ۲۰ آوریل ۲۰۰۱ در سینماها به نمایش در آمد، و در زمان اکران مورد انتقاد بسیاری از منتقدان قرار گرفت و بسیاری آن را یکی از بدترین فیلم‌های تمام دوران می‌دانند. این فیلم همچنین در گیشه نیز ناامیدکننده ظاهر شد، و ۱۴٬۳ میلیون دلار در سراسر جهان فروش کرد در حالی که کمی بالاتر از بودجه ساخت ۱۴ میلیون دلاری خود بود. این فیلم برنده پنج جایزه تمشک طلایی از هشت نامزدی خود بود و همچنین جایزه انجمن منتقدان فیلم دالاس‌فورت وورث را برای بدترین فیلم دریافت کرد.